# Fraternité de l'Étoile
La Fraternité de l'Étoile est une Confrérie religieuse catholique de Jerez de la Frontera en Espagne, qui va en procession au soir du Dimanche des Rameaux. Plus simplement connue comme L'Étoile, la population l'appelle, familièrement, La Borriquita.
Le nom peut être traduit par Congrégation de Frères disciples de Jean-Baptiste de La Salle voué à l'éducation chrétienne des enfants et Confrérie de pénitents du Christ Roi en son Entrée Triomphale à Jérusalem, Notre Dame de l'Étoile et Saint Jean-Baptiste de La Salle.

## Histoire
La confrérie a été fondée en 1949 par un groupe d'anciens élèves du Collège de La Salle à Jerez. Au cours de l'année 1950 la fraternité de l'Étoile a lancé une grande campagne de recrutement auprès des élèves ou des anciens élèves afin de qu'il participent à la Confrérie.

## Siège
Le siège canonique de la Fraternité est la Chapelle Saint-Joseph des Frères de La Salle, dans la rue Porvera, au centre de la ville.

## Procession du dimanche des Rameaux

### Pasos
La fraternité accompagne deux Pasos, portés à dos d'homme par deux équipes de porteurs, les costaleros. Le  premier Paso représente Jésus entrant à Jérusalem assis sur un âne, entouré par les apôtres, et la foule des enfants et femmes venus l'accueillir. Il est en bois recouvert d'orfévrerie de vermeil.
Le deuxième Paso représente la Vierge à l'étoile, assise sur un trône en orfèvrerie d'argent pur, sous un dais en velours.

#### Statues de procession
Les statues votives sont avec des statues complémentaires le sujet du mystère représenté par chaque Paso.

#### Christ Roi en son entrée triomphale à Jérusalem
Le Christ-Roi est la première statue votive de la confrérie. La statue, en grande nature (180 cm), en bois polychrome, est l'œuvre de Tomás Chaveli Gibert qui en a fait don à la confrérie en tant que membre fondateur et membre administrateur de la confrérie.
La Statue du Christ arrivée à la Confrérie en janvier 1950 est bénie le 19 mars 1950, Fête de Saint Joseph.
Le manteau du Christ en velours bleu rebord d'or est l'œuvre de Jésus Rosado Borja, brodeur à Écija. Il a été acheté pour partie grâce aux dons des Frères, pour le reste sur les fonds propres de la fraternité.

#### Vierge de l'Étoile
La Statue de Notre-Dame de l'Étoile est une sculpture en bois polychrome et de cire, réalisée par Sebastián Santos Rojas, acquise et bénie en 1962. La statue sort en procession, le dimanche des Rameaux depuis 1969.
On raconte[Qui ?], bien que rien ne soit sûr, que la Vierge de l'étoile, est la copie de la figure d'une de ses filles, religieuse au Couvent de Carmélites et qu'il la sculpta à Séville, dans son atelier, un mardi ou un mercredi Saint, après avoir vu les processions de Séville. La statue ornait une cour intérieure de sa maison lorsque la commission chargée de l'achat s'en éprit et ce fut la statue qu'ils achetèrent bien que l'accord de l'épouse du sculpteur fut réservé, tant elle évoquait le souvenir et la douceur de sa fille.
Le culte de la Vierge de l'Étoile, très ancien parmi les ouailles de la paroisse Saint-Marc, a été conforté par son arrivée à l'Institut pour enfants de La Salle.

### Pénitents
| - froc, chemise, cape et gants blancs - Cingulaire (Cíngulo), boutons, masque (Antifaz), capirotes écu aux insignes de la confrérie sur l'épaule gauche de la cape, - Chaussettes et chaussures noires | La majeure partie des 450 pénitents accompagne les deux Pasos en tenue traditionnelle de pénitents : froc d'étamine blanche ceinturé par un cingulaire bleu. Les chemises et les gants sont blancs. Les chaussettes et les chaussures sont noires. Les masques et capirotes sont bleus. Un écu aux insignes de la confrérie est brodé l'épaule gauche de la cape. Les frères qui ne sont pas des pénitents suivent les pasos arborant une chaîne dont la médaille est frappée aux insignes de la confrérie |

## Iconographie

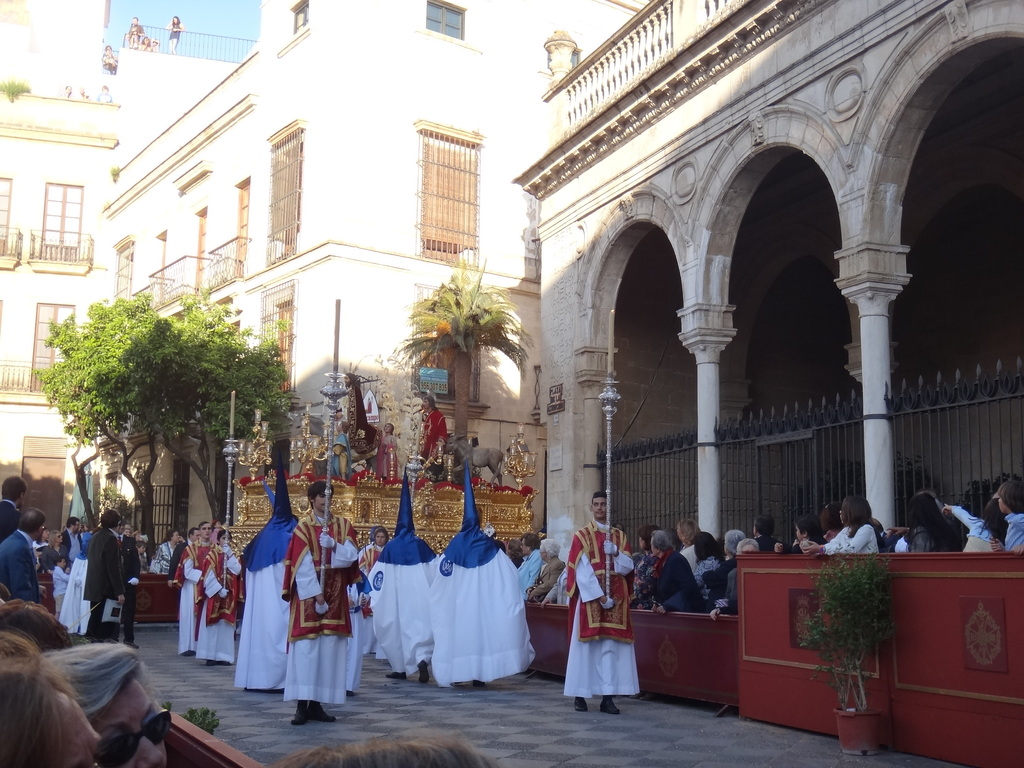
Le Christ-Roi
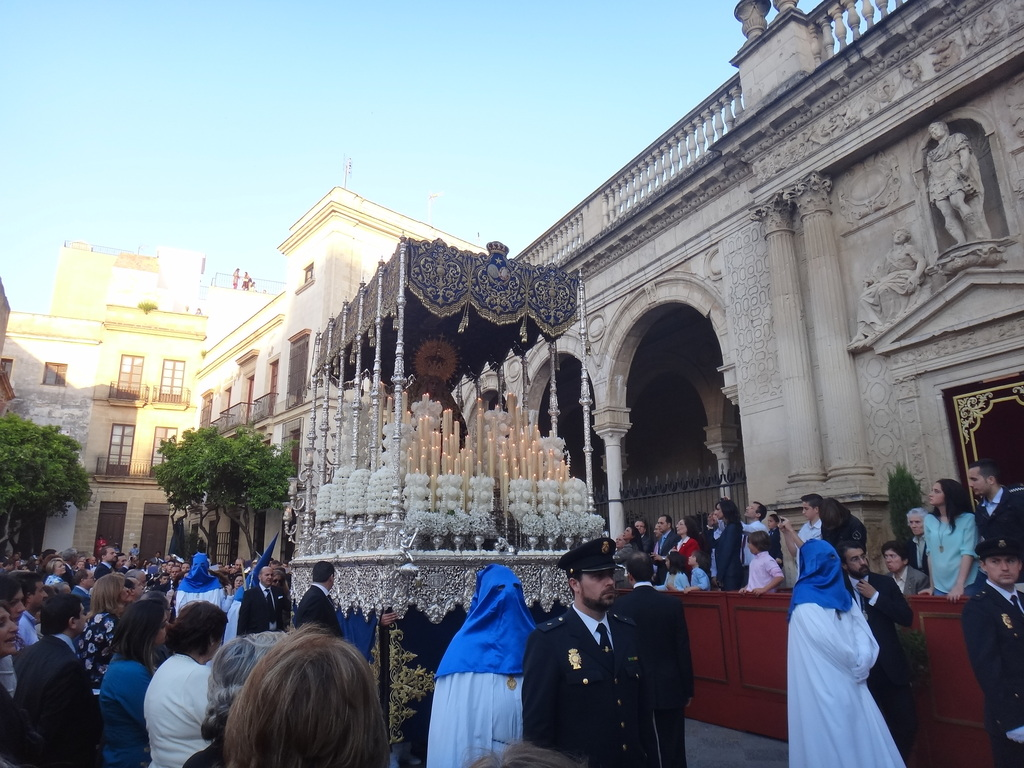
Vierge de l'Étoile